# Mikhail Baryshnikov
Mikhail Nikolaévich Baryshnikov (russo: "Михаи́л Никола́евич Бары́шников", letão: Mihails Barišņikovs, Riga, 27 de janeiro de 1948) é um bailarino, coreógrafo e ator letão-americano. É citado ao lado de Vaslav Nijinsk e Rodolf Nureyv como um dos maiores bailarinos da história. Ele dançou com a companhia ABT onde posteriormente se tornou diretor artístico. Foi diretor com Mark Morris da White Oak Dance Project, uma companhia contemporânea.

## Biografia

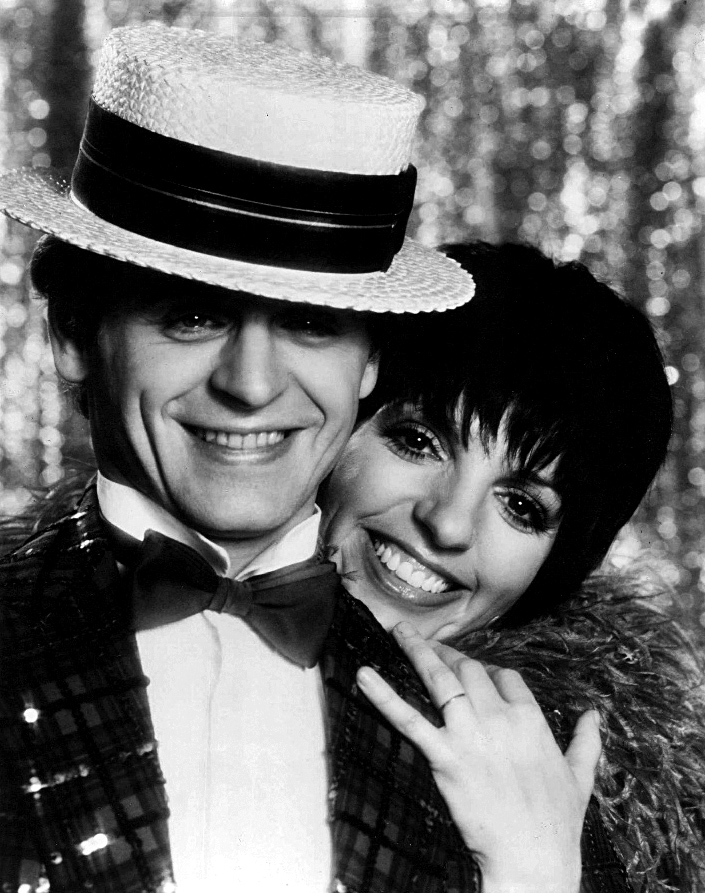
Com Liza Minnelli em Baryshnikov na Broadway, 1980.

Nascido na União Soviética na então República Socialista Soviética da Letônia - RSSL (hoje República da Letônia) e naturalizado norte-americano, começou seus estudos de balé em 1960. Em 1964 entrou na Escola Vaganova, na então Leningrado, logo na conquista do primeiro prêmio, na divisão júnior do Concurso Internacional Varna. Entrou no Balé Kirov e fez sua estreia no Teatro Mariinsky, em 1967, dançando o "camponês" pas de deux de Giselle. O talento de Baryshnikov, em particular a força de sua presença e pureza técnica clássica, foi reconhecido por vários coreógrafos soviéticos, incluindo Oleg Vinogradov, Konstantin Sergeyev, Igor Tchernichov, e Leonid Jakobson que criaram bailados para ele. O virtuoso Vestris, de Jakobson, em 1969, juntamente com a intensidade emocional de Albrecht, em Giselle, tornou-se a sua assinatura. Embora ainda na União Soviética, foi chamado pelo crítico Clive Barnes "o mais perfeito bailarino que alguma vez vi".
Baryshnikov é frequentemente citado ao lado de Vaslav Nijinsky e Rudolf Nureyev como um dos maiores bailarinos da história. Após um promissor início de carreira no Kirov Ballet em Leningrado, ele foi ao Canadá, em 1974, em busca de maiores oportunidades na dança ocidental. Após atuar como autônomo ao lado de várias companhias, juntou-se à Companhia de Ballet de Nova Iorque como solista para aprender o estilo de movimento de George Balanchine. Ele dançou com a companhia American Ballet Theatre, onde posteriormente se tornou diretor artístico.
Baryshnikov liderou muitos de seus próprios projetos artísticos e foi associado principalmente à promoção da dança moderna, lançando dezenas de novos trabalhos, incluindo muitos dele próprio. Seu sucesso como ator no teatro, cinema e televisão o ajudaram a se tornar provavelmente o mais largamente reconhecido bailarino contemporâneo. Em 1977, ele recebeu uma indicação para o Oscar de Melhor Ator Coadjuvante e para o Globo de Ouro por seu trabalho como "Yuri Kopeikine" no filme "O Ponto de Mutação"
Enquanto em uma turnê no Canadá com o Balé Kirov em 1974, Baryshnikov mudou de lado, posicionando-se contra o regime popular socialista, pedindo asilo político em Toronto, a 29 de junho. Ele declarou posteriormente que Christina Berlim, uma amiga americana, o ajudou a planejar sua mudança de lado durante sua turnê 1970 de Londres. Sua primeira performance após a sair do isolamento temporário no Canadá foi com o Balé Nacional do Canadá, em uma versão televisiva de "La Sylphide". Ele então passou aos Estados Unidos.
De 1974 a 1979, ele foi o principal bailarino do American Ballet Theatre (ABT), onde ele se associa com Gelsey Kirkland. Ele também trabalhou com o [New York City Ballet], com George Balanchine. Também excursionou ballet e dança moderna em companhias ao redor do mundo por quinze meses. Vários papéis foram criados por ele, incluindo os Opus 19: A Dreamer (1979), por Jerome Robbins, Rhapsody (1980), por Frederick Ashton, e Outras Danças (com Natalia Makarova) por Jerome Robbins. Ele retornou a ABT, em 1980 como dançarino e diretor artístico, cargo que ocupou durante uma década. Em 3 de julho de 1986, ele se tornou um cidadão naturalizado dos Estados Unidos. De 1990 a 2002, Baryshnikov era diretor artístico da White Oak Dance Project, uma empresa que ele co-fundou com Mark Morris. Em 2004 ele lançou o Baryshnikov Arts Centre, em Nova Iorque.
Durante apresentação no Canadá em 1974, ele buscou asilo no país e, em 1986, naturalizou-se norte-americano. Foi bailarino do American Ballet Theater de Nova Iorque onde foi bailarino de 1974 a 1989, e onde estrelou A Bela Adormecida (1975); Hamlet Conotations (1976); Giselle (1977); Balanchine (1980); Don Quixote (1989). Também foi diretor da companhia do American Ballet Theater entre 1985 e 1989. Além de bailarino é ator, tendo estrelado o filme O Sol da Meia-Noite (White Nights de 1985) ao lado do dançarino e ator americano, Gregory Hines.

## Carreira

### Dança
O talento de Baryshnikov foi evidente a partir de sua juventude, mas o sistema soviético na qual ele cresceu foi mal adequado para desenvolvê-lo. Mais baixo que a maioria dos bailarinos, ele não poderia segurar uma bailarina em pontas e, por isso, foi relegado para segundo plano. Seu principal objetivo de deixar a Rússia foi o de trabalhar com inovadores; nos primeiros dois anos após a sua deserção, ele dançou para nada menos que 13 diferentes coreógrafos, incluindo Jerome Robbins, Glen Tetley, Alvin Ailey, e Twyla Tharp. "Não importa se cada balé é um sucesso ou não", disse à crítica de dança do New York Times Anna Kisselgoff, em 1976, "A nova experiência dá-me muito."
Em 1987, ele abandonou a sua carreira de free-lancer para passar 18 meses como um dos principais bailarinos do New York City Ballet, coreografado pelo lendário George Balanchine. "Sr. B", como ele era conhecido, raramente, se congratulava com artistas convidados e se recusaram a trabalhar com ambos Nureyev e Makarova; Baryshnikov da decisão de dedicar a sua plena atenções para a companhia de Nova Iorque, atordoados mundo da dança. Balanchine nunca criou um novo trabalho para Baryshnikov, embora ele fez coreografias para bailarina no seu estilo distinto, mas Baryshnikov triunfou em papéis tais como Apolo, filho pródigo, e Rubies. Robbins fez, no entanto, criar a Opus 19: A Dreamer de Baryshnikov, para a sua favorita no NYCB, Patricia McBride.  Em 1980, ele se tornou Diretor Artístico do American Ballet Theatre e mudou o seu papel de intérprete a diretor.
No entanto, o seu fascínio com o novo ele ficou em boas substituam. Embora sua técnica tenha perdido o seu flash, o seu domínio de gesto e stagecraft permanece atraente. Como ele observou, "Não importa quão alto você levante sua perna. A técnica é acerca de transparência, simplicidade e fazer uma séria tentativa". Criou The White Oak Project, que foi formado para criar trabalho para bailarinos mais velhos. Num recital terminou fazendo apenas uma curta dança na festa do seu 60º aniversário, em 2007, ele apareceu em uma produção de quatro peças de Samuel Beckett, encenado pela diretora de vanguarda Joanne Akalaitis. Ao unir disciplina e carisma, ele formou um elenco excepcionalmente longa carreira e uma longa sombra sobre a dança contemporânea mundo.
Ele recebeu dois diplomas honorários; em 28 de setembro de 2007 a partir de Shenandoah Conservatório de Shenandoah University, e em 11 de maio de 2006, de New York University.
Para o período de vigência do verão 2006, ele entrou em turnê com o Hell's Kitchen Dance, que foi patrocinado pelo Centro de Artes Baryshnikov. Apresentando obras de Baryshnikov Arts Center, com os dançarinos residentes Azsure Barton e Benjamin Millipied, a empresa excursionou pelos Estados Unidos e Espanha.
Em finais de Agosto 2007 Baryshnikov realizou a dança Mats Ek's Place (título original sueco, Ställe) com Ana Laguna em Dansens Hus, em Estocolmo

### Filmes e TV
Baryshnikov fez sua estreia na tv americana em 1976, dançando no programa PBS Live Performance, de Wolf Trap. Durante a temporada de Natal de 1977, a CBS exibiu a aclamada produção Nutcracker (O quebra-Nozes), de Tchaikovsky, trazendo o balé clássico para a televisão, e que até hoje continua sendo a produção de televisão mais popular. Além de Baryshnikov, no papel título, Gelsey Kirkland, Alexander Minz, da American Ballet Theatre, também co-estrelou a produção do vídeo no Canadá. Depois de ter sido exibido por duas vezes a CBS, passou-se ao STF, e entrou na grade anual especial de natal daquela TV durante muitos anos. Algumas estações PBS ainda as transmite anualmente, e atualmente é um bestseller em DVD. É a única das duas versões de "The Nutcracker" de ser indicada para um Emmy Award, sendo as outras duas "A Hard Porca", Mark Morris, intencionalmente exageradas e sátira dessa versão do balé. Posteriormente, Baryshnikov surgiu como vencedor em dois Emmy, categoria especiais de TV; um na ABC-TV e um na CBS, em que ele dançou a musicais na Broadway e Hollywood, respectivamente. Durante a década de 1970 e 80, ele apareceu muitas vezes com a American Ballet Theatre Live de Lincoln Center e Grandes Espetáculos. Ao longo dos anos, ele também apareceu em vários telecasts em Menção Honrosa no Kennedy Center.
Baryshnikov apareceu em seu primeiro papel num filme logo após sua chegada a Nova York, como Yuri Kopeikine, um famoso bailarino russo, em 1977 no filme O ponto de virada, para a qual recebeu uma indicação ao Óscar. Além disso, ele co-estrelou, com Gregory Hines, em 1985 o filme O Sol da Meia Noite, coreografia de Twyla Tharp, e do filme 1987 bailarinos. Ele encarnou o namorado da protagonista Carrie Bradshaw, Aleksandr Petrovsky, na última temporada de Sex and the City.
Em 2 de novembro de 2006, Baryshnikov foi caracterizado para um episódio do Sundance Channel Iconoclastse da chef Alice Waters. Os dois têm uma longa vida de amizade. Eles discutiram sobre os seus estilos de vida, fontes de inspiração, e dos projetos sociais que os tornam únicos. Durante o programa, Alice Waters visitou o Baryshnikov's Arts Center, em Nova York, e mais tarde o Hell's Kitchen Dance tour trouxe-lhe para visitar a Berkeley Alice Waters' Restaurante Chez Panisse.
Em 17 de julho de 2007, o STF News Hour com Jim Lehrer criou um perfil de Baryshnikov no seu Centro de Artes.

Foi ele quem inventou a frase falada no filme "Grande menina, Pequena mulher":
"As regras são os blocos de composição da diversão"

## Família
Baryshnikov tem uma filha, Aleksandra Baryshnikova (nascida em 1981), a partir de um relacionamento anterior com a atriz Jessica Lange. Quando Baryshnikov e Lange se conheceram, ele era capaz de falar muito pouco Inglês, e eles tiveram de se comunicar usando francês. Baryshnikov está atualmente em uma longa relação com a ex-bailarina Lisa Rinehart, e eles têm três filhos: Sofia, Anna, e Peter. Em uma entrevista com Larry King, Baryshnikov disse que não acredita em casamento, pois o compromisso de que as pessoas fazem entre si não tem nada a ver com um casamento legal. Ele afirmou que ele não era religioso, de forma que permanecer em frente a um altar não significa nada para ele.